# Liz Truss
Mary Elizabeth Truss (Oxford, 26 de julho de 1975) é uma política britânica que serviu como Primeira-ministra do Reino Unido de setembro a outubro de 2022. Ela também ocupou o cargo de líder do Partido Conservador nesse mesmo período.
Truss estudou na Merton College, Oxford, onde foi presidente dos Liberais Democratas da Universidade de Oxford. Ela se formou em 1996 e, posteriormente, ingressou no Partido Conservador. Ela trabalhou nas empresas Shell e Cable & Wireless, antes de se tornar vice-diretora do think tank Reform. Truss tornou-se membro do parlamento após ser eleita nas eleições gerais de 2010. Como uma backbencher, ela pediu reformas em várias áreas políticas, incluindo cuidados infantis, educação matemática e economia. Liz fundou o grupo parlamentar Free Enterprise Group of Conservative e escreveu ou co-escreveu vários artigos e livros, incluindo Após a Coalizão (2011) e Britannia Unchained (2012).
Truss atuou como Subsecretária Parlamentar de Estado para Assistência para o Departamento de Educação do governo britânico, de 2012 a 2014, antes de ser nomeada para o Gabinete do primeiro-ministro David Cameron como Secretária de Estado do Ambiente, Alimentação e Assuntos Rurais na remodelação do gabinete em 2014. Embora ela tenha sido uma importante apoiadora da mal sucedida campanha Britain Stronger in Europe para o Reino Unido permanecer na União Europeia no referendo de 2016, ela veio a apoiar o Brexit após o resultado. Depois que Cameron renunciou em julho de 2016, Truss foi nomeada Secretária de Estado da Justiça e Lorde Chanceler por Theresa May, tornando-se a primeira Lorde Chanceler feminina nos mil de história do cargo (excluindo Eleanor de Provence em 1253). Após as eleições gerais de 2017, foi nomeada Secretária-chefe do Tesouro. Depois que May renunciou em 2019, Truss apoiou a tentativa bem-sucedida de Boris Johnson de se tornar líder conservador. Quando se tornou primeiro-ministro, Boris nomeou Truss como Secretária de Estado do Comércio Internacional e Presidente da Junta Comercial. Ele então a nomeou secretária de Relações Exteriores em 2021, substituindo Dominic Raab. Truss foi nomeada a principal negociadora do governo com a União Europeia e o Reino Unido como presidente do Conselho de Parceria UE-Reino Unido em 19 de dezembro de 2021, sucedendo David Frost.
Em 10 de julho de 2022, Truss anunciou sua intenção de concorrer às eleições de liderança do Partido Conservador para substituir Boris Johnson como primeiro-ministro. Em 20 de julho, ela ficou em segundo lugar entre os parlamentares conservadores e enfrentou um voto postal dos membros do partido contra Rishi Sunak. Em 5 de setembro de 2022, foi eleita nova líder do partido com 81 326 votos, derrotando Sunak e se tornando a terceira mulher a assumir o cargo de primeira-ministra. Seu curto mandato foi marcado pela morte e o funeral da Rainha Isabel II, a mais longeva monarca britânica, ocorrida no terceiro dia do mandato de Truss. Por instabilidade econômica, renunciou ao cargo 45 dias após sua nomeação, se tornando a premiê com mandato mais curto no Reino Unido.

## Biografia
Mary Elizabeth Truss nasceu em 26 de julho de 1975 em Oxford, Inglaterra, filha de John Kenneth e Priscilla Mary Truss. Desde jovem, Truss era conhecida por seu nome do meio. Seu pai é professor emérito de matemática pura na Universidade de Leeds, enquanto sua mãe - filha de um professor de latim da Bolton School - era enfermeira, professora e membro da Campanha pelo Desarmamento Nuclear. Truss descreve seus pais como sendo "à esquerda dos Trabalhistas". Quando Truss mais tarde se candidatou ao Parlamento pelos Conservadores, sua mãe concordou em auxiliar na campanha ao contrário de seu pai. A família mudou-se para Paisley, Renfrewshire na Escócia quando ela tinha quatro anos, morando lá de 1979 a 1985.
Truss estudou na Roundhay School, na área de Leeds, uma escola que ela mais tarde alegou ter "decepcionado" as crianças. Aos doze anos ela se mudou para Burnaby, Colúmbia Britânica, onde ela frequentou a Parkcrest Elementary School enquanto seu pai ensinava na Universidade de Simon Fraser. Truss elogiou o currículo coerente e a atitude canadense de que era "muito bom ser a melhor da turma", o que ela contrasta com sua educação na Roundhay School. Truss foi lembrada por colegas adolescentes como uma garota estudiosa com amigos "geeky". Ela teria interesse em questões sociais como a falta de moradia. Ela estudou política, filosofia e economia na Faculdade Merton de Oxford, se formando em 1996.
Truss foi muito ativa junto com os Liberais Democratas no começo de sua carreira, se juntando a juventude do partido no período que esteve em Oxford. Durante seu tempo como uma Democrata Liberal, Truss apoiou a legalização da maconha e a abolição da monarquia e fez campanha contra a Lei de Justiça Criminal e Ordem Pública de 1994, feita pelo governo conservador da época. Dois anos mais tarde, em 1996, Liz Truss se desfiliou dos Liberais e se juntou ao Partido Conservador.
De 1996 a 2000, Truss trabalhou para Shell, período durante o qual ela se qualificou como Revisor Oficial de Contas (ACMA, em inglês) em 1999. Em 2000, foi empregada pela Cable & Wireless, uma empresa britânica de telecomunicações, e chegou a diretor econômico antes de sair em 2005.

## Carreira ministerial

### Secretária de Relações Exteriores (2021–22)

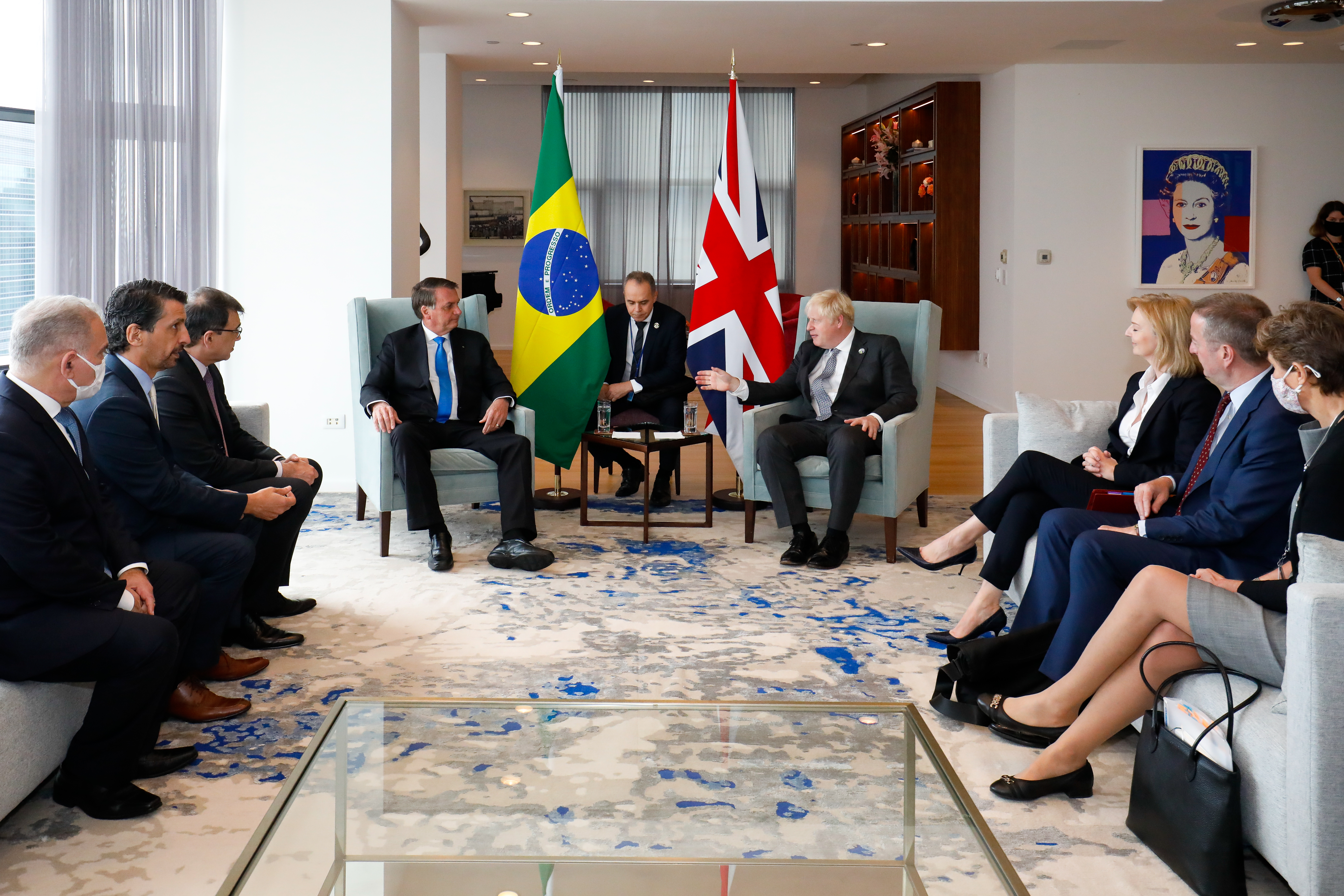
Liz Truss como Secretária do Exterior participa de reunião entre Boris Johnson e o Presidente brasileiro Jair Bolsonaro, 2021.

Em 15 de setembro de 2021, durante uma reforma ministerial, Boris Johnson promoveu Truss de Secretária do Comércio Internacional a Secretária de Estado para Assuntos Estrangeiros, da Commonwealth e Desenvolvimento, tornando-se a segunda mulher a ocupar o cargo desde Margaret Beckett em 2006. Em outubro de 2021, durante a Conferência das Nações Unidas sobre Mudanças Climáticas em Glasgow, Truss afirmou que a França agiu de forma "inaceitável" durante a disputa pesqueira em Jersey. Truss pediu à Rússia que interviesse na crise fronteiriça Bielorrússia-União Europeia e afirmou que desejava uma "relação comercial e de investimento mais próxima" com o Conselho de Cooperação do Golfo, que inclui Arábia Saudita e Catar. Em novembro de 2021, Truss e seu homólogo israelense Yair Lapid anunciaram um novo acordo de uma década destinado a impedir o Irã de desenvolver armas nucleares. Truss pediu formalmente um cessar-fogo na Guerra do Tigré entre grupos rebeldes etíopes e o governo etíope liderado por Abiy Ahmed, dizendo que "não há solução militar e que as negociações são necessárias para evitar derramamento de sangue e proporcionar uma paz duradoura". Em dezembro de 2021, Truss reuniu-se com seu equivalente russo Sergey Lavrov em Estocolmo, incentivando a Rússia a buscar negociações de paz com a Ucrânia. Foi nomeada como a principal negociadora do governo britânico com a União Europeia, após a renúncia de David Frost.[carece de fontes?]
Em janeiro de 2022, o ex-Primeiro-ministro australiano Paul Keating, que atua no conselho internacional do Banco de Desenvolvimento da China, acusou Truss de fazer comentários "dementes" sobre o que considera "agressão militar" chinesa no Pacífico, dizendo que "a Grã-Bretanha sofre de delírios de grandeza e privação de relevância". Truss relatou ao programa Sunday Morning da BBC: "Estamos fornecendo e oferecendo apoio extra aos nossos aliados do Báltico em todo o Mar Negro, além de fornecer armas defensivas aos ucranianos". A frase foi criticada pela diplomata russa Maria Zakharova já que os Países Bálticos estão localizados no Mar Báltico ou perto dele e não no Mar Negro, que fica a 700 milhas de distância.[carece de fontes?] Em 6 de fevereiro de 2022, Truss alertou que "a China deve respeitar a soberania das Malvinas" e defendeu as Ilhas Malvinas como "parte da família britânica" depois que a China apoiou a reivindicação da Argentina sobre as ilhas.[carece de fontes?]

## Primeira-ministra

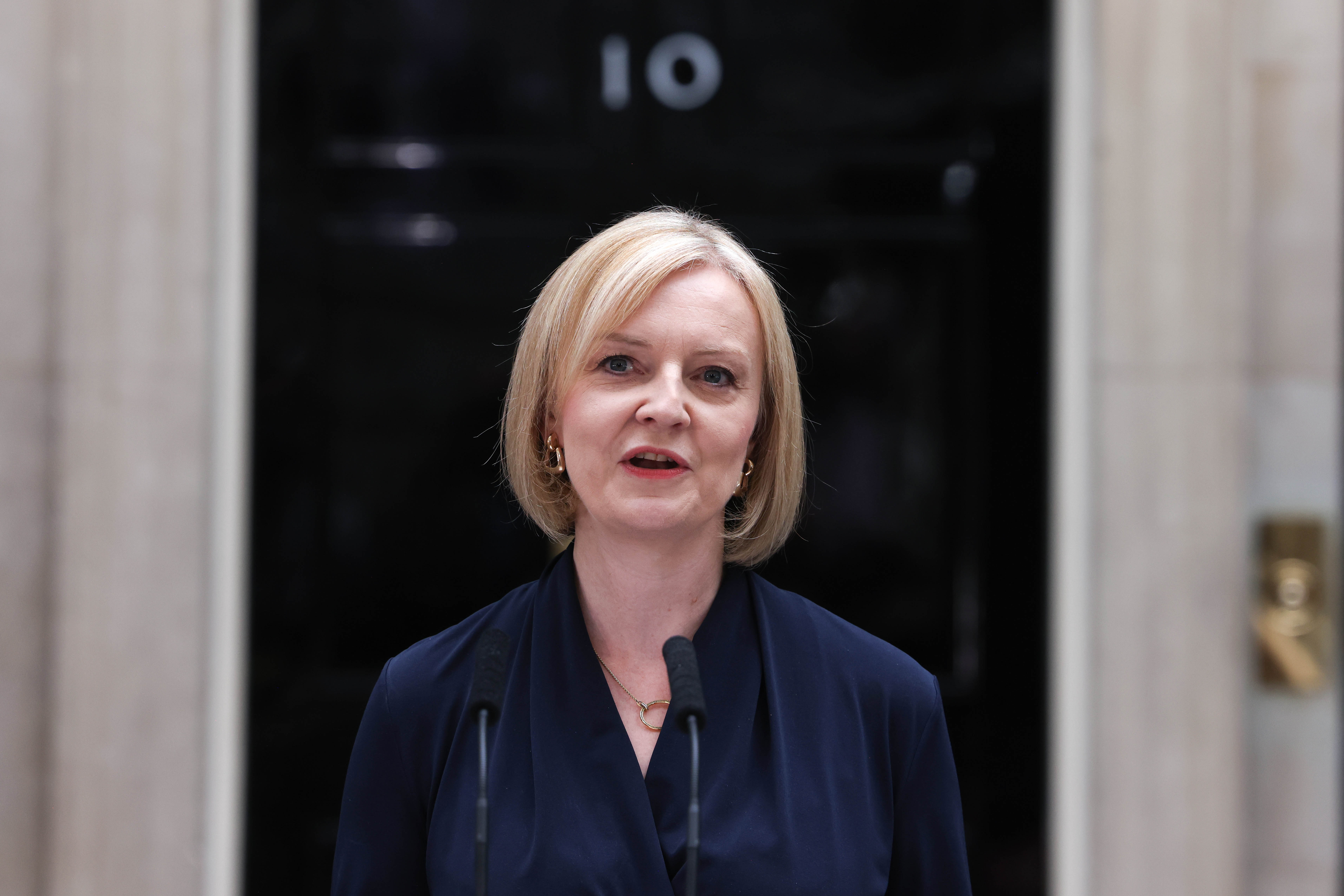
Truss fazendo seu primeiro discurso como primeira-ministra do Reino Unido, em 10 Downing Street, após se reunir com a Rainha.

Após vencer a eleição de liderança do Partido Conservador, em 5 de setembro de 2022, com 57% dos votos, Truss foi se encontrar com a rainha Isabel II, onde foi formalmente apontada como Primeira-Ministra do Reino Unido. Devido aos "problemas de mobilidade episódicos" da rainha, a monarca recebeu Truss no Castelo de Balmoral, 3 dias antes do seu falecimento na Escócia, a única vez que ela não recebeu um novo primeiro-ministro no Palácio de Buckingham durante seu reinado.
No terceiro dia do seu mandato em decorrência do falecimento de Isabel II, se vê envolvida na direção da Operação Ponte de Londres que trata do plano após a morte da rainha.

### Gabinete
Truss começou a apontar membros do seu gabinete logo no primeiro dia, em 6 de setembro. No seu primeiro discurso, afirmou que daria continuidade a várias políticas do seu predecessor e disse ainda que baixaria os impostos. Truss apontou Kwasi Kwarteng como Chanceler do Tesouro, James Cleverly como Secretário para Assuntos Estrangeiros e Suella Braverman como Secretária para Assuntos Internos. Pela primeira vez na história da política britânica, nenhum homem branco ocupou cargos nos quatro Grandes Escritórios de Estado, como o primeiro-ministro, Chanceler do Tesouro, Secretário de Relações Exteriores e Secretário do Interior. Este foi o caso por apenas 38 dias antes de ela demitir Kwarteng e substituí-lo por Jeremy Hunt. Braverman renunciou ao cargo de Secretária do Interior após 43 dias, devido a um "erro honesto" envolvendo o compartilhamento de informações seguras em um telefone privado. Ela também criticou fortemente a liderança de Truss em sua carta de demissão. Truss a substituiu por Grant Shapps.

### Política doméstica e popularidade
Pouco depois de sua nomeação, e em resposta à crise econômica e o aumento exponencial do custo de vida no país, Truss anunciou um limite de dois anos no preço por unidade para fornecimento doméstico de energia, que o governo disse que limitaria as contas médias de energia doméstica em 2 500 libras por ano, enquanto custa ao Estado até 100 bilhões de libras.

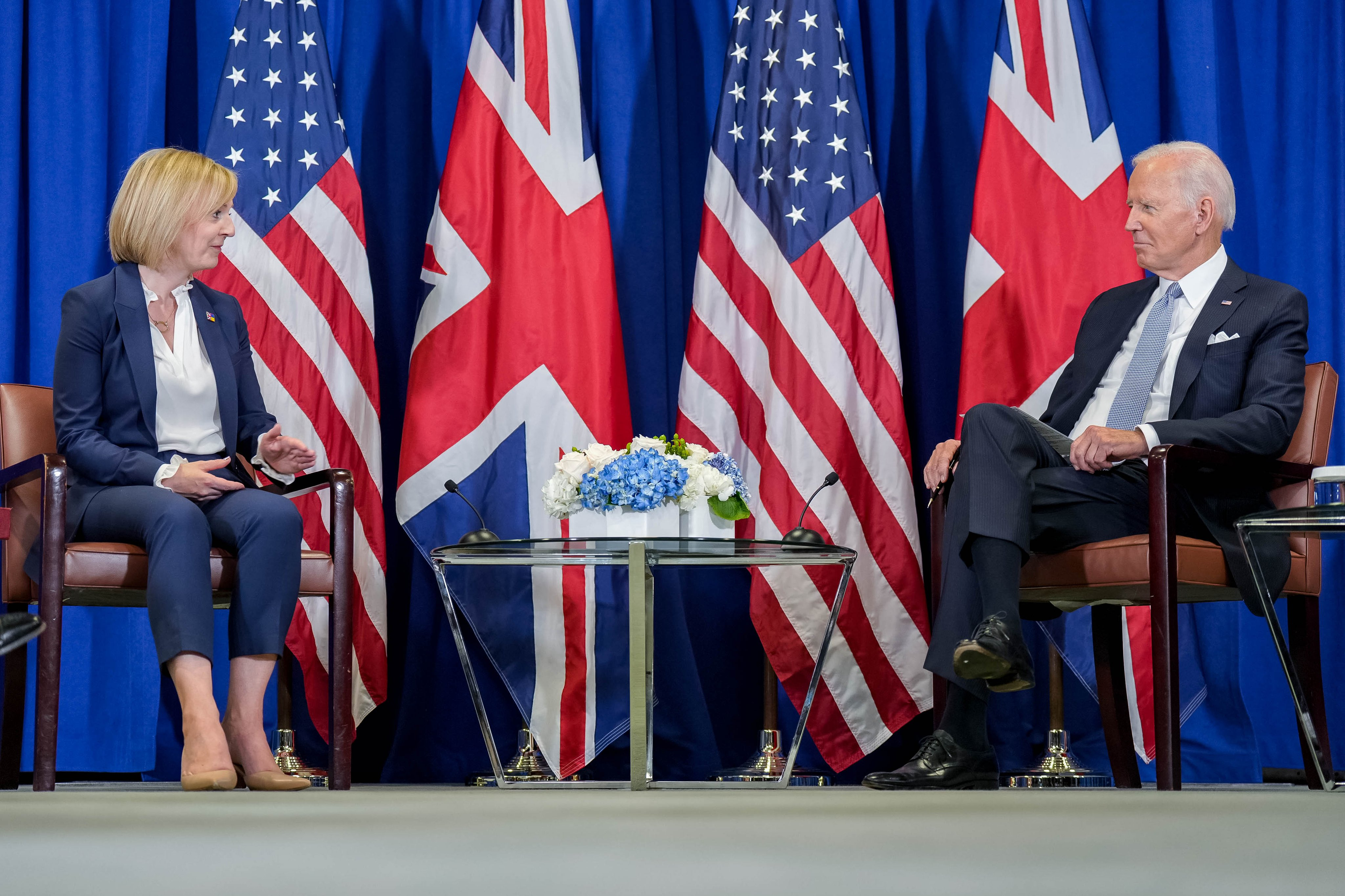
Truss se encontrando com o presidente dos Estados Unidos Joe Biden, em setembro de 2022

Em 23 de setembro de 2022, o Chanceler do Tesouro, Kwasi Kwarteng, anunciou um mini-orçamento que propôs reduzir significativamente as tributações, abolindo a taxa de imposto de renda superior de 45%, cortando a taxa básica de imposto de renda, cancelando aumentos planejados nas contribuições de seguro nacional e imposto sobre as sociedades; também aboliu a proposta da "Taxa de Saúde e Assistência Social" e cortou o imposto de selo, políticas que deveriam ser financiadas por empréstimos. O orçamento proposto por Truss foi muito mal recebido pelo mercado financeiro e foi responsabilizado por uma rápida queda no valor da libra e provocou uma resposta do Banco da Inglaterra para tentar salvar a economia. O orçamento foi criticado pelo Fundo Monetário Internacional, pelo presidente dos Estados Unidos Joe Biden, pelo líder da oposição do Partido Trabalhista e por muitos membros do próprio partido de Truss, incluindo políticos veteranos como Michael Gove e Grant Shapps, que afirmaram que o plano era uma má ideia e teria consequências negativas. A proposta também foi altamente impopular com o público e contribuiu para uma grande queda do Partido Conservador nas pesquisas de opinião e nos índices de aprovação pessoal de Truss com o eleitor.
Depois de defender inicialmente o mini-orçamento, Truss instruiu Kwarteng a reverter a abolição da taxa de imposto na faixa dos 45% em 3 de outubro. Mais tarde, ela reverteu o corte de impostos corporativos e demitiu Kwarteng, substituindo-o por Jeremy Hunt em 14 de outubro. Hunt reverteu posteriormente quase toda a política tributária do mini-orçamento, com exceção dos cortes nas contribuições para o seguro nacional e o aumento do imposto de selo. Hunt também reduziu a Garantia de Preço de Energia de dois anos para seis meses.
Truss tentou aumentar a entrada de trabalhadores estrangeiros e imigração para o Reino Unido durante seu curto mandato, uma posição que a colocou em desacordo com outros conservadores.
Um pesquisa feita em outubro de 2022 pelo YouGov classificou Truss como a primeira-ministra do Reino Unido menos popular no registro. Várias outras pesquisas a classificaram como extremamente impopular entre o eleitorado.

### Política externa
Durante suas primeiras três semanas como primeira-ministra, Truss teve "um papel de fala diante de centenas de líderes mundiais" no funeral da rainha e realizou "uma rodada de reuniões diplomáticas à margem" na Assembleia Geral das Nações Unidas em 21 de setembro, além de fazer um discurso no qual ela disse que queria que as pessoas ficassem com mais de seus ganhos financeiros.
No principal ponto de sua política externa, Truss manteve a política de seu predecessor de apoio incondicional à Ucrânia em sua guerra contra a Rússia.

### Renúncia

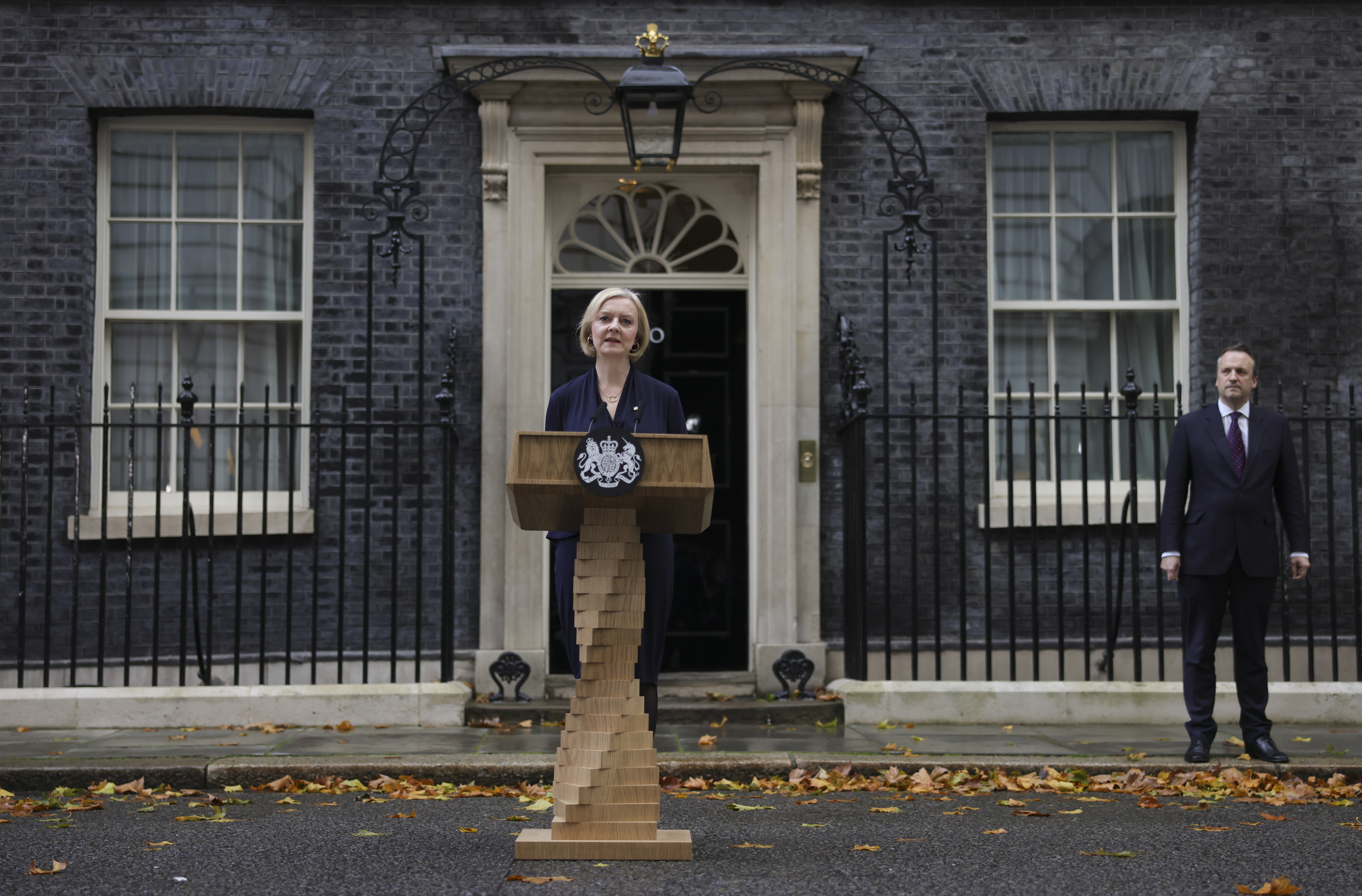
Truss anunciando sua intenção de renunciar ao cargo de líder do Partido Conservador em 20 de outubro de 2022

Devido a impopularidade do mini-orçamento dentre o eleitorado e com os parlamentares conservadores, a confiança do partido em Liz Truss despencou. Sem apoio, Truss anunciou sua renúncia como líder do Partido Conservador e sua intenção de renunciar ao cargo de primeira-ministra após 45 dias no cargo em 20 de outubro de 2022, dizendo que "dada a situação", ela não poderia "entregar o mandato" para o qual foi eleita pelo Partido Conservador. A sua demissão como primeira-ministra entrarou em vigor após a sua aceitação pelo Rei Carlos III. Foi então convocada uma eleição para designar o novo líder do Partido Conservador, que por consequência seria automaticamente o novo primeiro-ministro. Quando isso ocorrer, ela se tornará a primeira-ministra com o mandato mais curto da história do Reino Unido. A curta duração de seu cargo como primeira-ministra foi objeto de muita zombaria na mídia, incluindo uma livestream feita pelo jornal Daily Star mostrando um alface comparando o prazo de validade do vegetal com o mandato restante de Truss.

## Após a saída do governo (outubro de 2022–presente)
Truss permaneceu na Câmara dos Comuns como backbencher. Ela foi reeleita como candidata conservadora pelo Sudoeste de Norfolk em fevereiro de 2023 e, em agosto daquele ano, apresentou a lista de suas honras de demissão que, em setembro, ainda não foram aprovadas. No início de setembro de 2023, Truss anunciou suas memórias sobre seu tempo como primeira-ministra — intitulado Ten Years to Save the West — que está planejado para ser lançado em abril de 2024. Naquele mesmo mês, Truss fez um discurso no grupo de reflexão chamado Instituto de Governo no qual culpou "pensamento de grupo" entre os autoridades governamentais e os meios de comunicação pelo colapso do seu mandato.
Nas eleições de 2024, ela acabou não sendo reeleita para o Parlamento. Truss foi a primeira pessoa que ocupou o cargo de primeiro-ministro a perder seu assento no Parlamento em quase noventa anos.

## Posições políticas
Liz Truss é uma defensora do livre-comércio, e busca encarnar a essência do conservadorismo britânico. É aguerrida na política externa, não hesitando em tomar posições fortes contra a Rússia e a China; quer incluir a China na lista de "ameaças oficiais" à segurança nacional britânica e diz estar pronta para iniciar uma guerra nuclear, se necessário. Ela acredita que o Reino Unido deveria prefeir cimentar a sua aliança com os Estados Unidos e a Austrália em vez de aprofundar laços com os países europeus. Assim, ela recusou-se a dizer se o Presidente francês deveria ser considerado um amigo ou inimigo.
Insiste na sua agenda "ousada", com cortes fiscais maciços "desde o primeiro dia"; uma proposta controversa. Ela opõe-se à ajuda directa no domínio social. Hostil aos sindicatos de trabalhadores, ela propõe limitar o direito à greve. Liz Truss também propôs, antes de desistir, reduzir os salários dos funcionários públicos, excepto para os que trabalham nas regiões de Londres e do Sudeste de Inglaterra. Liz Truss almeja permitir a fractura hidráulica e aumentar a perfuração de petróleo no Mar do Norte.